# Ectoedemia populella
The Poplar Petiolegall Moth (Ectoedemia populella) là một loài bướm đêm thuộc họ Nepticulidae. Nó được tìm thấy ở Bắc Mỹ, bao gồm Massachusetts, New Hampshire và Ohio.
Sải cánh dài 7-8.5 mm.